# Filippo Agricola

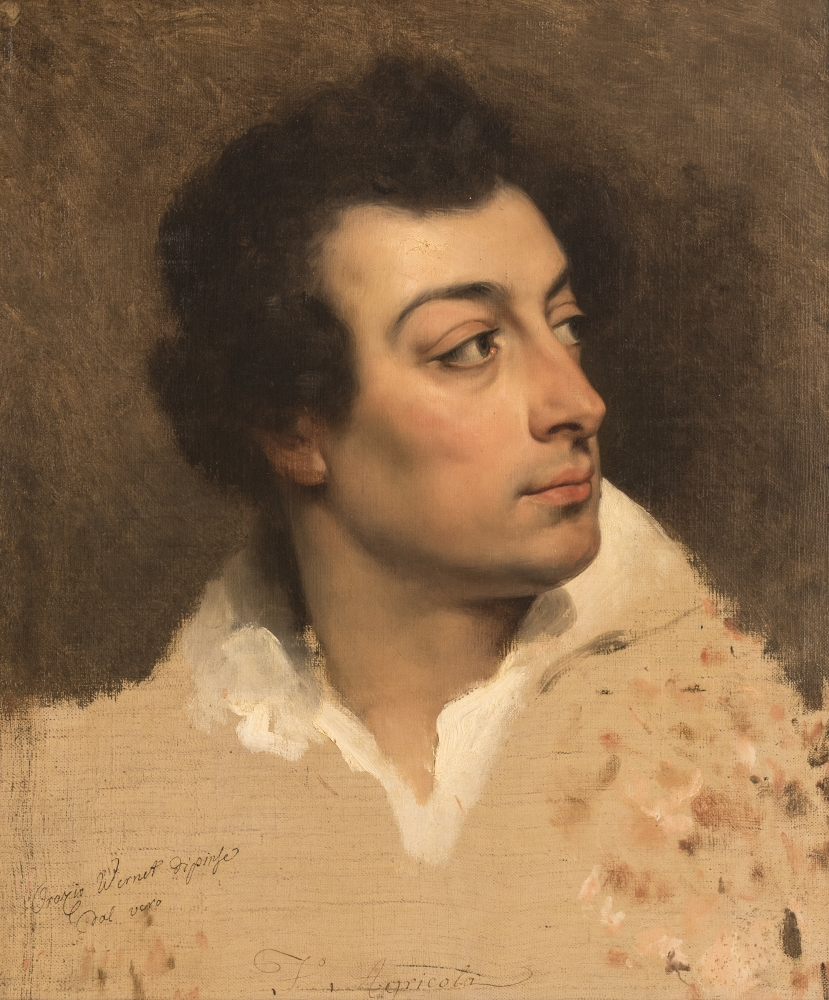
Porträt von Filippo Agricola, gemalt von Horace Vernet um 1820

Filippo Agricola (* 12. April 1795 in Rom; † 3. Dezember 1857 ebenda) war ein italienischer Maler.

## Leben und Werk
Filippo Agricola wurde am 12. April 1795 als Sohn des Malers Luigi Agricola geboren. Die künstlerische Ausbildung erhielt er von seinem Vater. Ab 1810 wurde er von Gaspare Landi und Vincenzo Camuccini an der Accademia di San Luca in Rom unterrichtet. Von 1810 bis zu seinem Tod im Jahr 1857 fertigte er eigene Kunstwerke an. Ab 1840 war er Leiter des vatikanischen Mosaikateliers. 1843 wurde er Inspektor für öffentliche Gemälde. In den Jahren 1854 bis 1855 war er Präsident der Accademia di San Luca. 1854 erhielt er die päpstliche Auszeichnung Cavaliere dell’Ordine del Moro (Stato Pontificio).
Agricolas Werke, insbesondere die Porträts, weisen eine Ähnlichkeit zu denen des Raffael auf. Seine Werke zählen zum Stil des spätrömischen Klassizismus. Neben Porträts schuf er auch Altarbilder. Agricolas Werke sind unter anderem in der Galleria Nazionale d’Arte Moderna in Rom ausgestellt.

## Werke (Auswahl)

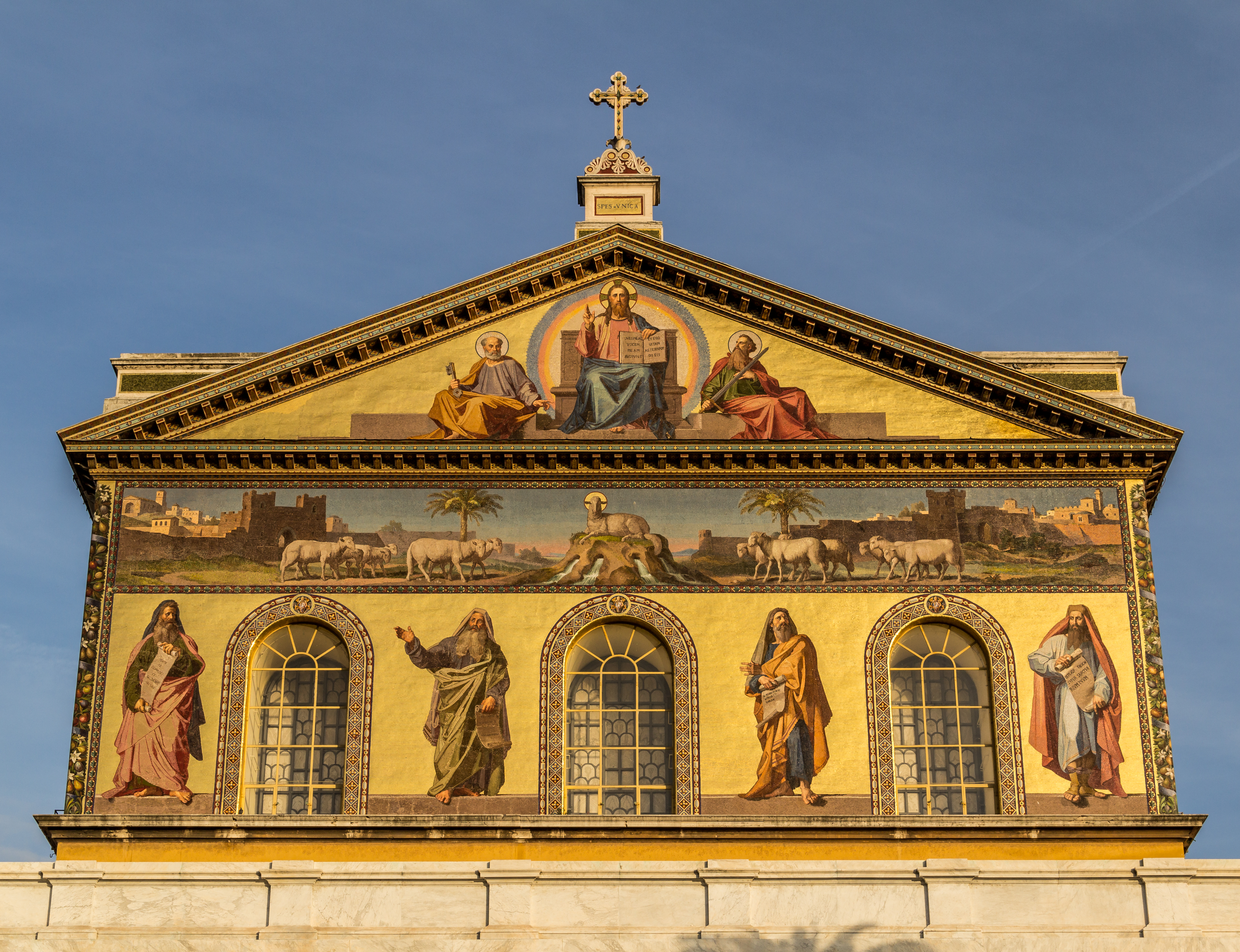
Mosaiken an der Fassade von Sankt Paul vor den Mauern, Rom

- 1814: Der junge Christus, Sudeley Castle,  Winchcombe, Gloucestershire
- 1819/21: Porträt der Costanza Monti Perticari,  Galleria Nazionale d’Arte Moderna, Rom
- 1820: Dante und Béatrice, Kupferstich nach Agricola, Galleria d'art Rochetti, Rom
- 1821: Portrait der Comtesse Costanza Monti Perticari, Galleria Nazionale d'Arte Moderna, Rom
- 1822: Die Erbprinzessin von Dänemark
- 1824: Portrait des Kardinal Ercole Consalvi, Thorvaldsen-Museum, Kopenhagen
- 1829: Heilige Familie
- 1829: Porträt eines jungen Mädchens als Flora
- 1831: Die Jungfrau Maria mit Kind
- 1842: Ritratto di fanciulla, Galleria Carlo Virgilio, Rom
- 1840/1845: Ellen Adderly (1809–1896), Viscountess Dillon of Costello-Gallin, Basildon Park, National Trust
- Kartons für die Mosaiken der Fassade von Sankt Paul vor den Mauern in Zusammenarbeit mit Nicola Consoni[2]